# Aleksander Sznapik
Aleksander Sznapik   (Varsòvia, 10 de febrer de 1951) és un jugador d'escacs polonès que té el títol de Mestre Internacional des de 1977.

## Resultats destacats en competició
Sznapik ha estat quatre cops campió absolut de Polònia (1976, 1980, 1984 i 1991) i va ser-ne subcampió el 1972, 1974, 1977, 1978 i 1981.
Va guanyar a Varsòvia 1979 i va compartir el primer lloc a Copenhaguen (Copa Politiken) el 1984 i 1989, va compartir segon lloc al Torneig Obert Màster de Biel 1987 (el campió fou Lev Gutman).
Sznapik va representar Polònia en nou Olimpíades d'escacs (el 1972, 1978, 1980, 1982, 1984, 1986, 1988, 1990 i 1992), jugant tres vegades al primer tauler.